# Elginhaugh
Elginhaugh byla římská pevnost z 1. století našeho letopočtu, která se nachází ve správní oblasti Midlothian ve Skotsku.
Na levém břehu řeky North Esk na hřebeni nad prudkým svahem 250 m od Elginhaugh Bridge ji ze dřeva postavili vojáci pomocného sboru. Tato pevnost z doby vlády flaviovské dynastie leží 1 km na západ od moderního města Dalkeith, 10 km na jihovýchod od Edinburghu.

## Objev a archeologický výzkum
Pevnost byla objevena v roce 1979 při leteckém průzkumu a jméno dostala podle nedaleké vesničky Elginhaugh. V letech 1986-1987 tu prováděl výzkum dr. William Hanson, profesor římské archeologie na univerzitě v Glasgowě (University of Glasgow) ve Skotsku. Žádnou jinou takovou pevnost se v celé římské říši nepodařilo vykopat v takové úplnosti jako zde, proto výrazně přispěla k rozšíření znalostí o římských pevnostech.
Výzkum potvrdil, že plány, podle nichž pomocné jednotky své pevnosti budovaly, byly rámcově takřka totožné, pokud šlo o obecné uspořádání a konkrétní typy budov, ovšem v podrobnostech byly na každém místě jedinečné.
Zejména důležité ve vztahu k tradiční interpretaci plánů pevnosti bylo, že vzhledem k tomu, že koně a muži byli standardně ubytováni blízko sebe v kasárnách, vzhledem k jejich počtu a dispozicím nemohla kapacita této pevnosti stačit žádné celé jednotce, tudíž v ní pravděpodobně sídlil detašovaný oddíl jezdectva, tzv. vexilace.
Rozsáhlý program environmentální analýzy také umožnil nahlédnout do problematiky místního životního prostředí a zásobování vojska potravinami.

### Popis pevnosti
Pevnost o rozloze 1,26 ha byla obklopena ochranným valem o šíři 6 až 8 metrů, doplněným třemi nebo čtyřmi příkopy. Měla čtyři brány, každou s věžemi, které stály mimo jiné také v rozích. Všechny stavby byly kromě jediné výjimky dřevěné. Uprostřed stála budova velitelství, dům velitele a dvě sýpky; kasárenské bloky a sklady byly vpředu a vzadu. Budova s kamennými základy v severovýchodním rohu pravděpodobně sloužila jako dílna; cesty v pevnosti byly vybaveny odtokovým systémem.
Později byl na severozápadě doplněn přístavek, kde probíhaly vojenské činnosti, které byly intenzivní, ale skončily po dosti krátké době.

### Lázně
Poblíž pevnosti byly postaveny i lázně, a to ve vzdálenosti 60 m od pevnosti směrem k jihu. Také byly objeveny díky pohledu z letadla, a to v roce 1984.

### Využívání pevnosti
Hlavní úlohou pevnosti pravděpodobně bylo střežit nedaleký brod, kde Dere Street, důležitá římská silnice spojující sever a jih země, překračovala North Esk, přítok řeky Esk. Sloužila jako základna posádky (castellum), která sledovala území na severu během kampaní, kterým velel Gnaeus Julius Agricola, a bezprostředně po nich.

## Nález mincí a časové zařazení
Nálezy zahrnují keramiku, sklo, běhounové váhy, bronzový klíč, část železného štítu, nepoužité hřebíky a více než čtyři desítky denárů, nejmladší z let 77 až 78. Nejmladší mincí z pevnosti je sestercius z roku 86.
V pevnosti Elginhaugh bylo nalezeno 45 denarii, díky nimž bylo možné terminus post quem stanovit datum 77 až 78 pro stavbu pevnosti; podle nálezců byly uloženy do základů stavby principia. Toto datování nedávno zpochybnil David Woolliscroft, který tvrdí, že jen 21 z 45 nalezených mincí bylo skutečně nalezeno pohromadě, a z nich ta z nejpozdější doby pocházela z roku 71. Stanovení let 77 až 78 vychází z jediné mince, která má sice k ostatním úzký vztah, ale přímo mezi ostatními objevena nebyla.
Přesto tím vznikl dosti přesný datový horizont pro širokou škálu dalších objevených artefaktů, za zvláště významné jsou považovány důkazy o tamější výrobě keramiky a o používaných zbraních.

## Zánik pevnosti
Pevnost byla úmyslně římskými vojáky před odchodem na jih zbořena, i když jsou některé známky toho, že byla krátce užívána i později. Existují důkazy o tom, že lokalita dál fungovala jako sběrné středisko pro zvířata poté, co se posádka odstěhovala: vnitřek pevnosti byl vydlážděn, byly vykopány dvě další studny a přes přidaný prostor byly vykopány příkopy, kudy byla hospodářským zvířatům přiváděna voda.